# جيمي كير
جيمي كير (بالإنجليزية: Jimmy Kerr)‏ (1 يناير 1919 في المملكة المتحدة - 27 مايو 2001) هو لاعب كرة قدم بريطاني (وحمل سابقاً جنسية المملكة المتحدة لبريطانيا العظمى وأيرلندا) في مركز حراسة المرمى. لعب مع كوين أوف ساوث ونادي هيبرنيان.